# دائرة تنيرة
دائرة تنيرة دائرة إدارية جزائرية في ولاية سيدي بلعباس شمال غرب الجزائر. مركزها وأهم بلدياتها تنيرة.